# Мусин, Азат Фаязович
Азат Фаязович Мусин (родился 2 ноября 1987 в Казани) — российский регбист, нападающий (столб) команды «Енисей-СТМ».

## Биография
Регби стал заниматься с 2001 года в школьной секции. В 2005 году попал в состав «Стрелы-Агро». Первоначально играл в регбилиг (регби-13), а с 2011 года в регби-15. В 2013 занял с командой 4-е место в чемпионате, отыграв практически все матчи без замен. В связи с трудной финансовой ситуацией в казанской команде перебрался в «Металлург». Отыграв сезон пошел на повышение в красноярский «Енисей-СТМ». Здесь он становится дважды чемпионом (2016 и 2017 годы) и обладателем Кубка.
В 2015, 2016 и 2017 был приглашен на учебно-тренировочные сборы национальной команды. В 2017 покинул его из-за травмы.

## Личная жизнь
Женат, отец сыновей-двойняшек.

## Достижения
- Чемпион России: 2016, 2017, 2018, 2019
- Обладатель Кубка России: 2016, 2017